# Viaggio nel tempo

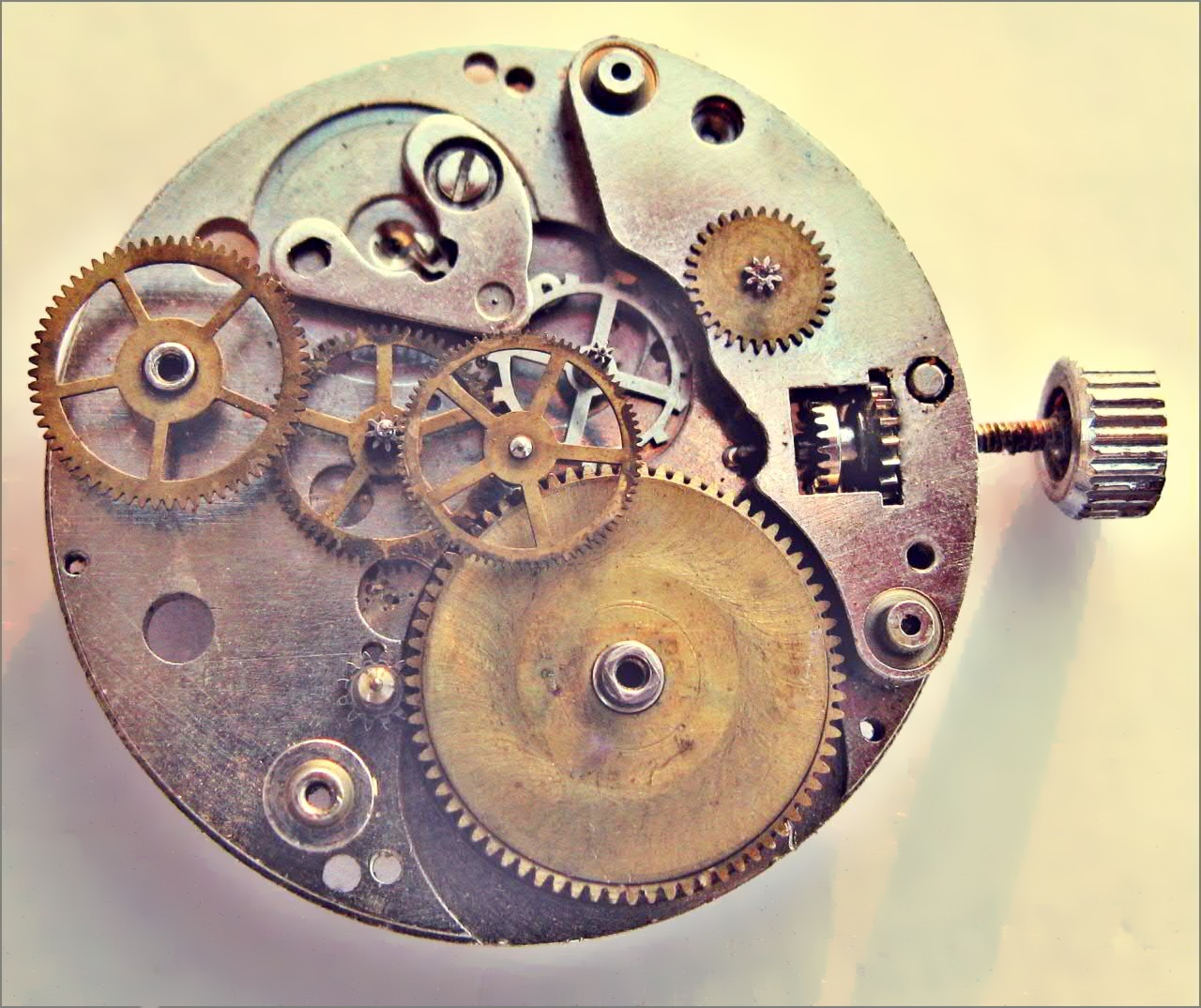
Ingranaggi di un vecchio orologio.

Il viaggio nel tempo è il concetto del viaggio tra diverse epoche o momenti temporali, inteso in una maniera analoga al viaggio tra diversi punti dello spazio, sia verso il passato sia verso il futuro, senza che il soggetto debba far esperienza di tutto l'intervallo temporale presente tra l'epoca di partenza e quella di arrivo.
Per la fisica attuale, questa esperienza sarebbe possibile solo per quanto riguarda il "viaggio" nel futuro, seppur non in modo proprio istantaneo.

L'idea di viaggiare istantaneamente nel tempo, sia nel passato che nel futuro, ha da sempre affascinato l'umanità, diffondendosi soprattutto nella fantascienza, alcune volte utilizzata come espediente narrativo per storie ambientate nel passato, altre volte con storie o viaggi ambientati o simulati.

## La "macchina del tempo"

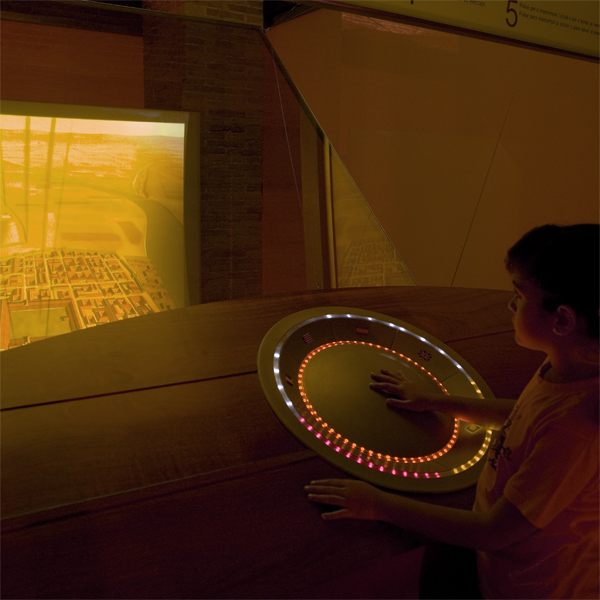
Una "macchina del tempo" nell'allestimento del Museo di storia di Valencia

Nell'immaginario collettivo, la "macchina del tempo" è il nome dato all'ipotetico mezzo di trasporto per viaggiare nel tempo, in grado di spostare oggetti ed esseri viventi da un'epoca temporale all'altra, sia nel passato sia nel futuro. La fantascienza, in genere, ha abituato a vedere tale macchina come una sorta di vero e proprio "veicolo" o "apparecchio" nel quale si entra, si configurano i parametri di viaggio, si dà inizio al viaggio e poco dopo si può uscire ritrovandosi nell'epoca temporale programmata.
Con le attuali conoscenze, tale macchina dovrebbe compiere anche enormi balzi spaziali oltre che temporali, poiché il pianeta Terra occupa, secondo per secondo, una posizione diversa lungo l'orbita di rivoluzione intorno al Sole, così come il Sole occupa uno spazio ben preciso durante il suo moto intorno al centro della Via Lattea, e così via. In conclusione, un viaggio nel tempo così concepito dovrebbe necessariamente comportare anche un movimento spaziale, altrimenti l'ipotetico crononauta si ritroverebbe sperduto nel vuoto cosmico al momento dell'arrivo.
Per ora, le uniche "macchine" tecnologiche in grado di far soltanto "vedere" il passato – o il futuro – pur rimanendo nel presente, sono quelle attraverso la simulazione in realtà virtuale come, ad esempio, i cronovisori, dispositivi con i quali, con le tecnologie di oggi, si possono solamente generare immagini di paesaggi o scenari di interi mondi, attraverso dettagliate ricostruzioni grafiche al computer, proiettate su schermi ad alta definizione, monitor interattivi e vari dispositivi multimediali.

## Il viaggio nel tempo per la fisica attuale
La fisica classica ha esaminato per secoli e con attenzione la possibilità di viaggiare nel tempo; in particolare, le difficoltà ravvisate emergono soprattutto per il viaggio nel passato. Tali difficoltà sono legate al concetto di "tempo" secondo l'esperienza e la conoscenza classica del mondo, ovvero un "tempo" naturalmente percepito soltanto come "lo scorrere degli eventi", come visione classica del "divenire" di Eraclito.

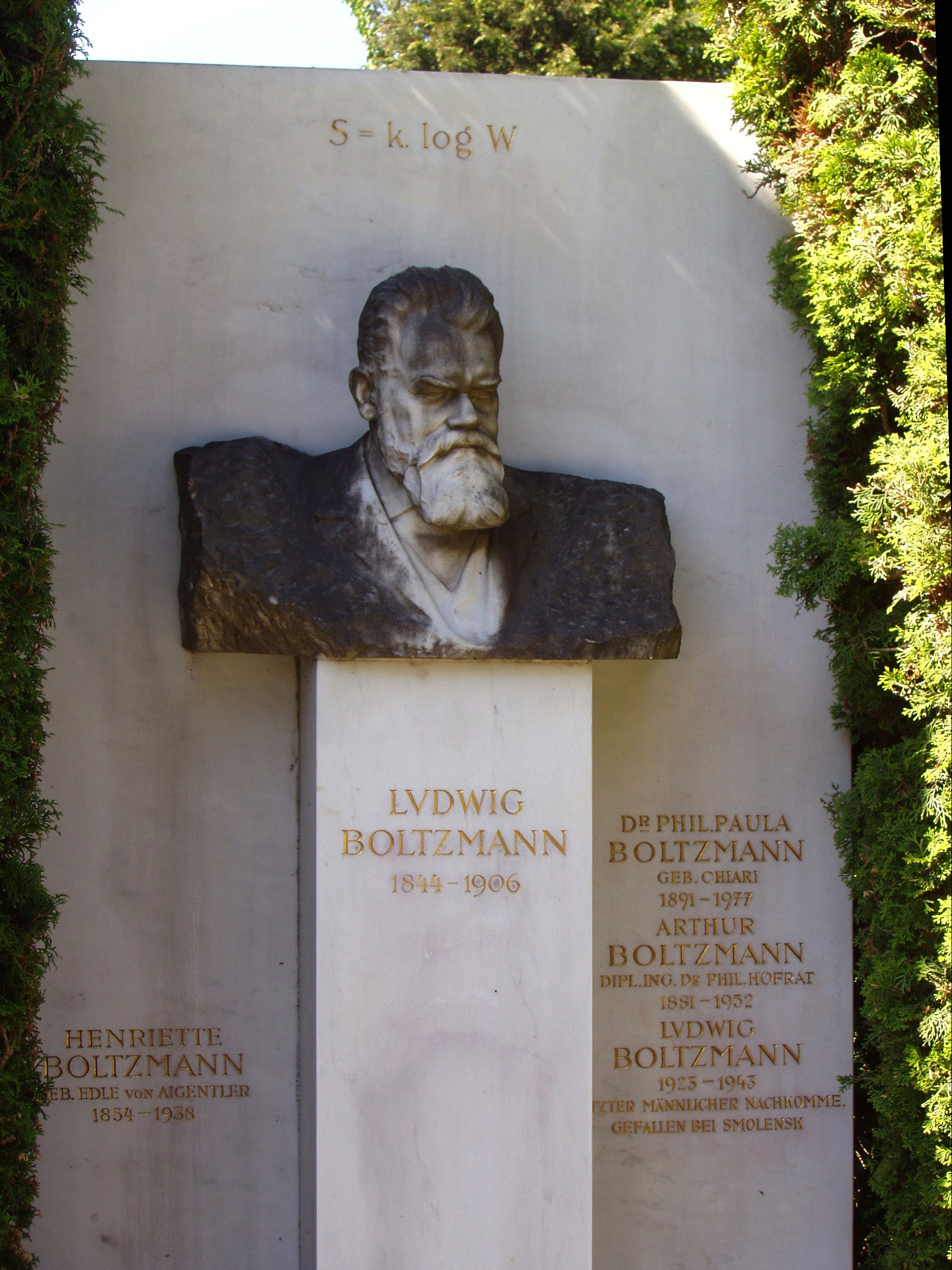
Tomba di Boltzmann a Vienna

Secondo questa visione, il tempo risulta quindi un parametro immutabile e unidirezionale, come lo scorrere dell'acqua di un fiume, e tutti gli eventi dell'Universo si susseguono seguendo le leggi del modello di causalità (causa → effetto). Tutte le leggi della natura infatti, seguono una cosiddetta "freccia del tempo", che è strettamente legata al concetto di entropia, e ciò che è compiuto risulta irreversibile. 
Esempi ne sono l'impossibilità di ricomporre i cocci di un vaso rotto fino al vaso intero originario, di rimettere un inchiostro disciolto in acqua dentro il flacone che lo conteneva all'inizio, il fumo della combustione di una sigaretta dentro la precedente sigaretta nuova e integra, e riportare in vita un essere morto.

Tutti i fenomeni naturali sono assoggettati da un aumento di entropia, sintetizzata, in altre parole, come "disordine", "caos". In qualsiasi fenomeno, la natura ha una direzione per la quale "preferisce" scegliere il maggior numero di stati possibili successivi allo stato iniziale. Se ne conclude che il processo inverso sia (non viene detto "impossibile", ma) altamente improbabile. L'esempio classico di questo concetto, è quello di un neonato al quale proviamo a mettere dei piccoli guanti alle mani: il neonato, dopo vari tentativi goffi e disordinati, aiutandosi con la bocca, o le braccia, i piedi, ecc. riuscirà comunque a togliersi i guanti dalle mani. Ma è altamente improbabile che egli riuscirà a ricalzarli di nuovo perfettamente, perché esiste un solo e unico modo ordinato per metterli: la natura si comporta esattamente come quel neonato. Sul finire del XIX secolo, il fisico Boltzmann studiò a fondo tali principi, soprattutto nel ramo della termodinamica, aprendo così la strada alla cosiddetta "fisica statistica": sulla tomba gli fu dedicata la formula dell'entropia ({\displaystyle S=k_{\mathrm {B} }\,\ln W}), sebbene questa fosse stata perfezionata da Planck.
All'inizio del XX secolo poi, il concetto di "freccia del tempo", il concetto filosofico di causalità (causa → effetto) e dello stesso "scorrere del tempo", all'epoca considerato immutabile, furono rivoluzionati dalla nascente teoria della relatività ristretta e dalla relatività generale di Albert Einstein. Il tempo non resta più una costante, un parametro fisso, immutabile e universale, così come concetto di fenomeno esperienziale, bensì una componente variabile. Un primo modello fu dato dalle teorie della relatività einsteiniane, che identificarono nei fenomeni una struttura quadridimensionale, dove non esiste più lo spazio in sé, e non più un tempo in sé, ma una dimensione plastica detta di spaziotempo. Risulta chiaro che, viste le grandezze in gioco, lo sviluppo di tali teorie avvenne in costante evoluzione con il progresso dell'astrofisica dell'epoca. Ci si rese conto che in natura esistono due sistemi dove lo spaziotempo è variabile:
- in un sistema di campi gravitazionali (ovvero la Teoria della Relatività generale)
- in un sistema cinematico di corpi a velocità differenti (ovvero la Teoria della Relatività ristretta)

### Campi gravitazionali
La relatività generale postula che lo spaziotempo si curva quando un corpo – o anche la luce stessa – attraversa un qualsiasi campo gravitazionale. Le osservazioni, eseguite soprattutto durante le eclissi solari del 1912 e 1919, scoprirono che anche la luce (o un qualsiasi flusso di onde elettromagnetiche), quando attraversa una massa (meglio quella il cui campo gravitazionale è particolarmente significativo) subisce una curvatura – e quindi una variazione – dello stesso spaziotempo, fenomeno successivamente battezzato col nome di "lente gravitazionale".

Per capire meglio il concetto di tempo influenzato dalla gravità, dobbiamo raffigurarci lo spaziotempo, o "cronotopo", mutuando il termine dalla geometria, proprio come un telo uniforme disteso in tutto l'Universo, perfettamente elastico, ben tirato, ma tuttavia increspato, in un qualche punto, da alcune zone occupate da corpi celesti, in questo caso chiamati "gravi", perché dotati, appunto, di gravità. Ogni increspatura – o avvallamento – è detta "curvatura spaziotemporale", ed è influenzata proporzionalmente dal campo gravitazionale generato dal corpo stesso immerso in esso.

Grazie a questo fenomeno della dilatazione temporale gravitazionale, il tempo quindi scorre a differenti velocità in regioni di diverso potenziale gravitazionale, ovvero più veloce se si trova lontano dal centro di gravità, più lentamente se si trova vicino. Sul nostro pianeta, dotato di una certa massa e di una certa gravità, il tempo scorre leggermente più veloce in alto, ad esempio in montagna, rispetto alla pianura, anche se questo, naturalmente, in modo del tutto impercettibile e trascurabile.

Nell'ambito dell'astrofisica, dove troviamo spesso campi gravitazionali molto elevati, come in prossimità di un buco nero o di una stella di neutroni, la cosa si fa ancora più interessante. Se un ipotetico equipaggio di un viaggio interstellare riuscisse a recarsi in prossimità di tali masse enormi, il tempo scorrerebbe molto più lentamente rispetto a tutto il resto dell'Universo e quindi, una volta allontanatosi dal buco nero, esso si troverebbe, a tutti gli effetti, nel futuro. Il tempo tenderebbe addirittura a fermarsi, in taluni casi estremi, come, nel caso del buco nero, sul suo bordo, ovvero in prossimità dell'orizzonte degli eventi. Non a caso, i buchi neri, che sono gli oggetti fisici dove sono massime sia la densità di materia, sia il campo gravitazionale, rientrano nella possibilità di creare dei "ponti" spaziotemporali. Questo ipotetico passaggio nello spaziotempo viene chiamato 
Ponte di Einstein-Rosen, o altrimenti detto wormhole, letteralmente "buco di verme": si tratta di ipotetiche "porte" spaziotemporali, collocate nel vuoto cosmico, chiamate metaforicamente così perché, proprio come un verme che scava dentro una mela, attraverseremmo la stessa mela dall'interno, ovvero percorrendo una "scorciatoia" spaziotemporale, piuttosto che prendere invece la strada convenzionale sull'esterno, ovvero sulla buccia.

### Sistemi cinematici a velocità differenti

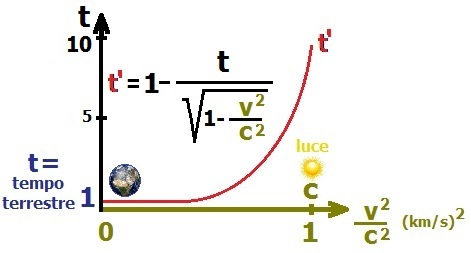
relazione tra il tempo e velocità prossime alla luce

Quando la differenza di velocità di due sistemi cinematici, uno di riferimento e l'altro di misurazione risulta apprezzabile, allora anche lo spaziotempo (e quindi anche il tempo) tra i due sistemi risulterà diverso. Questo fenomeno venne chiamato dilatazione del tempo, ed è dimostrabile con la teoria della relatività ristretta di Einstein e le relative trasformazioni matematiche di Lorenz. Soltanto la velocità della luce nel vuoto rimane un parametro fisso, costante e invalicabile, e che viene chiamato c (= 299 792,458 km/s), e questo in tutti i sistemi di riferimento. Quando la materia percorre delle velocità apprezzabilmente elevate, meglio quindi se vicine a quella della luce, poiché la funzione matematica è esponenziale (le formule matematiche ammettono che deve essere almeno il 10% di essa), il suo tempo subisce un rilevabile rallentamento rispetto all'altro sistema di riferimento, che si trova, ad esempio, in stato di quiete. 
In queste condizioni, essendo lo stesso spaziotempo a deformarsi, ne consegue che si ha anche un aumento della massa del corpo in movimento, con una conseguente riduzione del suo volume – ovvero dello spazio occupato, dando luogo a quello che, in fisica relativistica, è conosciuto come il "paradosso dell'auto" o "del garage".
Tipici esempi per comprendere la dilatazione del tempo, sono il paradosso dei gemelli, o l'esperimento mentale del treno di Einstein. Un esempio pratico per osservare in natura il limite della velocità della luce è il brillare che ci arriva da corpi celesti lontani, come stelle e pianeti, dove, in un certo senso, noi viaggiamo già nel passato; la luce della Luna è di un secondo fa, la luce del Sole che ci scalda è di circa 8 minuti fa, mentre la luce di Sirio è di circa 8 anni fa, e così via. Parimenti, ipotetici alieni lontani da noi vedrebbero la vita sul nostro pianeta Terra di migliaia di anni fa. Questo vale lo stesso, sebbene impercettibilmente, anche per piccole distanze: quando noi guardiamo un nostro interlocutore, la sua immagine, a causa della velocità della luce, risulta infatti quella di qualche milionesimo di miliardesimo di secondo fa.
La dilatazione del tempo fu dimostrata anche con un esperimento cinematico, e aggiungendo anche il fatto che fu esclusa dalla sola parte relativa al sistema cinematico anche il valore relativo alla dilatazione temporale gravitazionale dovuta alle differenti altezze dal centro di gravità: ponendo un orologio di precisione su un velivolo, si riscontrarono delle discrepanze tra esso e l'orologio di riferimento con cui era stato precedentemente sincronizzato, posto in un sistema in quiete rispetto al velivolo (per esempio sulla pista), dimostrando che l'orologio del velivolo, spostandosi ad alta velocità dal suo riferimento, viaggiò qualche frazione di secondo indietro rispetto all'orologio posto a terra. In sintesi, la "velocità" con cui scorre localmente il tempo in un sistema in quiete (cioè la rapidità con cui si muovono le lancette di un orologio in tale sistema di riferimento) è di un secondo al secondo, se si prende come sistema di riferimento lo stesso sistema (in quiete) in cui ci si trova. Nel precedente esempio sul velivolo il tempo scorre a meno di un secondo (tempo locale, sistema del velivolo) al secondo (tempo del sistema di riferimento, in quiete, sulla pista). Nella pratica, il ritardo dell'orologio sul velivolo risulterà lievissimo: la velocità del velivolo è assai minore della velocità della luce nel vuoto, sicché gli effetti della relatività speciale non sono facilmente percepibili. Questo esperimento fu condotto per la prima volta nel 1971 dai fisici Joseph C. Hafele e Richard E. Keating, ed oggi noto come Esperimento di Hafele-Keating – o H-K –, calcolando il piccolissimo scarto temporale (decine-centinaia di nanosecondi) tra i precisissimi orologi atomici al cesio portati a bordo di un Boeing 747 che viaggiava a circa 800 km/h e gli orologi a terra, ovviamente considerando e quindi scartando il calcolo della differenza di tempo dovuta all'effetto di dilatazione temporale gravitazionale, questa invece influenzata dalla differenza di gravità tra le due altezze.

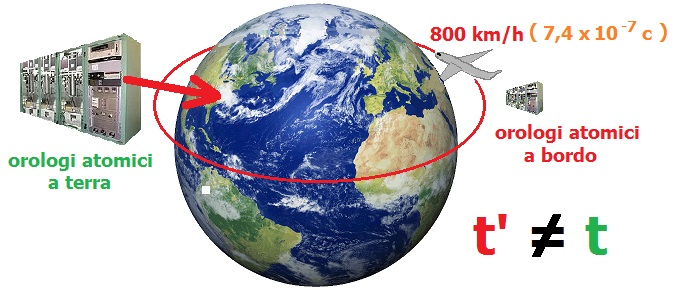
Esperimento di Hafele-Keating (1971)

#### Alla velocità della luce
La stessa relazione matematica tra velocità e tempo conferma inoltre che, per corpi che si muovessero alla velocità della luce, il tempo t' tenderebbe a infinito, mentre il tempo t di riferimento terrestre smetterebbe praticamente di scorrere. Purtroppo, sappiamo che un qualsiasi corpo dotato di massa non può raggiungere la velocità della luce, ma avvicinarsi solo al suo valore. Esperimenti eseguiti su una particella subatomica detta muone, dimostrarono che essa vive più a lungo man mano che si avvicina a velocità prossime alla luce.

#### Sopra la velocità della luce
Un capitolo interessante è quello di un ipotetico sistema di particelle di materia che si muovano a velocità superluminali, dove le equazioni prevedono che lo scorrere del tempo diventi addirittura negativo: il loro "futuro" quindi, sarebbe il passato di tutti gli altri corpi. Ipotizzando un corpo a velocità sopraluminale, questo potrebbe possedere soltanto una massa immaginaria, sia a riposo sia accelerata. A questa ipotetica particella subatomica sopraluminale fu attribuito il nome di "tachione", ma la sua esistenza non fu mai dimostrata. Per la fisica attuale infatti, dal punto di vista dell'ipotetico tachione, anche il principio dell'entropia sarebbe invalidato: cocci di vetro si ricomporrebbero per generare un bicchiere infranto, mentre un cadavere potrebbe riprendere vita e tornare al momento del concepimento. Dal punto di vista filosofico inoltre, in un "mondo sopraluminale", le conseguenze precederebbero la causa generante, quindi si entrerebbe in contraddizione del principio di causalità (es. paradosso detto del cacciatore e della tigre). Queste ipotesi suggestive furono gradualmente abbandonate, anche se le teorie einsteiniane non proibiscono velocità superluminali; il raggiungimento di tali velocità è vietato solo a corpi con massa reale e positiva, ovvero tutti i corpi costituiti dalla materia al momento conosciuta. Non si sa se nell'universo esistano oggetti per cui tale divieto non sia valido. Infatti fu dimostrata l'esistenza della cosiddetta "materia oscura", chiamata così poiché non direttamente osservabile ma per la quale sono comprovati i suoi effetti, oltre che alla teoria per la quale nei viaggi nel tempo potrebbe essere implicata anche la cosiddetta "materia esotica", teoria avanzata dal fisico Kip Thorne.

In ogni caso, tutte le formule della teoria della relatività contengono un termine temporale elevato alla seconda potenza, per cui la definizione di un tempo negativo non crea particolari problemi al modello matematico.

### Meccanica quantistica
Nelle stesso periodo di inizio XX secolo inoltre, furono sviluppate delle interessanti teorie fisiche della nascente meccanica quantistica, che analizzò i fenomeni della natura principalmente nei sistemi microcosmici. In particolare, fu osservato il comportamento di particelle subatomiche presunte "gemelle" in differenti e lontane località dello spazio, osservandone il loro cambiamento di stato fisico in modo praticamente istantaneo. La meccanica quantistica nacque infatti per dimostrare il comportamento della stessa materia in interazione con particolari "particelle" che compongono la stessa luce, dette fotoni o quanti, poiché non costituite da materia in sé ma da differenze, o "quanti", di energia, sotto forma di radiazione elettromagnetica e che quindi non solo non sono dotate di massa a riposo, ma per loro il tempo risulterebbe uguale a zero.

Tali teorie della fisica quantistica vennero successivamente prese in considerazione con il nome di Paradosso di Einstein-Podolsky-Rosen (E.P.R.) e fenomeno di entanglement quantistico. Queste teorie furono avanzate grazie all'ipotesi di definizione del tempo come un semplice "cambiamento di stato" delle particelle subatomiche, strettamente legato anche alla dimensione dello spazio – in relazione all'osservatore stesso del fenomeno – oltre che alla materia, all'energia, alle fluttuazioni quantistiche e ai campi gravitazionali.  I due sistemi di "particelle", molto distanti tra di loro, sarebbero in un qualche modo correlate da delle fluttuazioni quantistiche, reagendo in "sincrono" e contraddicendo quindi l'affermazione che nessuna informazione può viaggiare oltre la velocità della luce.
A partire dalla metà del XX secolo quindi, la cosiddetta "filosofia del tempo" risultò totalmente rivoluzionata. Vi furono parecchie divergenze e opinioni varie soprattutto nell'astrofisica, come, ad esempio, l'introduzione delle teorie degli "universi a blocchi", dove lo stesso avanzare dello spaziotempo sarebbe suddiviso in una sorta di "blocchi" di spaziotempo nei quali passato-presente-futuro coincidono, ma non dal punto di vista degli osservatori immersi nel blocco, pertanto il mio esatto "istante presente" non è uguale a quello di un altro, il mio tempo passato e il mio tempo futuro pure, poiché tutto relativo. Un altro interessante modello matematico simile dello spaziotempo è quello dell'universo a "eventi", altrimenti detto universo di Minkowski, per il quale gli eventi si sviluppano nello spaziotempo attraverso coni di luce o, più genericamente, coni detti "degli eventi".
Grazie a queste affermate teorie quindi, la possibilità di viaggiare nel tempo in modo apprezzabile sarebbe quindi ammessa, ma soltanto in condizioni estreme, attualmente impossibili da realizzare con le più recenti tecnologie e, tendenzialmente, soltanto in avanti, ovvero in un futuro rispetto all'istante temporale per il quale si decidesse di iniziare il viaggio.

Il celebre fisico Stephen Hawking ad esempio, fu un forte sostenitore dell'impossibilità di viaggi nel passato, perché se questi fossero possibili per la sola relatività generale, avrebbero comunque effetti significativi anche sulla natura quantistica. Finché non si riusciranno ad unificare le due teorie nella cosiddetta grande teoria della gravità quantistica (quantum gravity), le due attuali descrizioni dell'universo resteranno incompatibili. Hawking sostenne l'impossibilità anche per un altro motivo, ovvero la conservazione della materia-energia nel continuum spaziotempo, affermando che, se fosse veramente possibile viaggiare nel tempo l'Universo sarebbe pieno di crononauti "cloni di sé stessi", portando quindi in saturazione tutto il sistema. Tuttavia, alcuni esperimenti del 2011 eseguiti dallo scienziato russo Igor Smolyaninov, partendo dalle teorie sulla materia esotica e con l'impiego di metamateriali plasmonici iperbolici, dimostrarono la possibilità di "modellare" il flusso del tempo, rendendo quindi accettabile l'ipotesi di un viaggio soltanto nel tempo futuro.

## Speculazioni teoriche
Se per la fisica attuale è ipotizzabile soltanto un viaggio nel futuro, anche tale spostamento sarebbe comunque vincolato dallo stesso principio di causalità che regola gli eventi dal passato verso l'istante presente, scelto come riferimento per l'osservazione del fenomeno. Nel 1949, un matematico amico di Einstein, Kurt Gödel, ammise la possibilità dei viaggi nel tempo partendo da alcune equazioni relativistiche, seppur con alcune limitazioni, che egli chiamò teoremi di incompletezza matematica. Se le teorie einsteiniane ponevano un limite teorico alle velocità, che non può superare quella della luce, non vi sono limiti teorici all'intensità di un campo gravitazionale e, quindi, alla deformazione dello spaziotempo. Le speculazioni teoriche sulla creazione di "macchine per il viaggio nel tempo" sono quindi incentrate sull'ipotesi di deformazioni spaziotemporali di varia natura (oltre che su alcune soluzioni particolari delle equazioni presenti nelle teorie di Einstein, come ad esempio la Curva spaziotemporale chiusa di tipo tempo). La realizzazione di tali deformazioni, sempre estreme, necessita però di quantità immense di energia, che eccedono di gran lunga persino quelle prodotte nel Sole.
Le strade attuali per un ipotetico viaggio nel tempo quindi, resterebbero quelle sullo studio sui buchi spaziotemporali e l'analisi dei buchi neri, ma confrontati sempre con lo studio sulla legge di conservazione dell'energia. I fisici Paul Davies, Kurt Gödel, Frank Tipler e John Richard Gott III (vedi Bibliografia) proposero delle metodologie necessariamente ideali per costruire una macchina del tempo. In particolare, il modello di Gott III si basò sul fatto che la gravità dei corpi massivi influenza lo scorrere del tempo. In breve, il modello prevede di usare un corpo di massa paragonabile a quella di Giove per creare una sfera cava, all'interno della quale porre il cosiddetto "crononauta". Da calcoli fatti, il campo gravitazionale della sfera cava (generata dalla massa del corpo fortemente compressa) rallenterebbe il tempo di un numero variabile di volte (massimo quattro) a seconda della densità della sfera, che deve essere sempre inferiore a quella necessaria per la contrazione in un buco nero.
Da citare tra le più classiche e moderne teorie sui viaggi nel tempo del fisico britannico e pioniere del computer quantistico David Deutsch, che riprese quelle degli anni cinquanta  di Hugh Everett III e Bryce Seligman DeWitt sull'ipotesi dell'"interpretazione a molti mondi" e che furono di ispirazione a Bob Gale nella saga cinematografica di "Ritorno al futuro".

Di contro, la teoria di Gödel sarebbe invece valida solo in un universo chiuso in rotazione dove, muovendosi a velocità prossime a quella della luce, si potrebbe raggiungere ogni istante di tempo semplicemente viaggiando sempre in una stessa direzione. Ipotizzando tale universo costituito da dei coni di luce - o altrimenti detti "coni di eventi" -, si può saltare da un "cono" all'altro attraverso linee immaginarie chiuse dette CTC (Closed Timelike Curves, ovvero curva spaziotemporale chiusa di tipo tempo).

Dilatazione del tempo trasversale

La teoria di Tipler invece, risulta una variante di quella di Gödel che si basa sull'esistenza di un corpo materiale, e non utilizza dunque l'intero universo come nel precedente esempio; si tratterebbe di un ipotetico cilindro rotante di massa esorbitante (si parla di miliardi di masse solari), ma di densità inferiore a quella necessaria perché si trasformi in un buco nero, creerebbe un'attrazione gravitazionale tale da far sì che un corpo che si muova intorno a esso a velocità elevatissime anche se non necessariamente prossime a quella della luce si sposti nel passato o nel futuro, a seconda che si muova nel verso opposto o uguale a quello della rotazione del cilindro. Questo modello pone però due importanti limitazioni: non si può andare in un passato precedente la creazione del cilindro, e non si può andare in futuro successivo la sua distruzione. Il modello matematico, inoltre, presuppone un cilindro infinitamente lungo, e non è ancora chiaro se questa condizione sia necessaria per il viaggio nel tempo.
I principali ipotetici mezzi per un viaggio nel tempo resterebbero quindi:
- un wormhole (ponte di Einstein-Rosen), o altri metodi molto simili, ovvero che utilizzino le deformazioni spaziotemporali
- il raggiungimento di velocità elevate, meglio se prossime alla velocità della luce, soprattutto per i viaggi nel futuro, come effetto già provato della dilatazione temporale di Einstein
- L'utilizzo di intensi campi gravitazionali, sempre sfruttando l'effetto della dilatazione temporale di Einstein

## Sperimentazioni
Vari esperimenti realizzati danno l'impressione di un effetto retrogrado, ossia di un viaggio nel tempo verso il passato, ma sono interpretati in modo diverso dalla comunità scientifica. Un esempio fu l'esperimento di cancellazione quantistica a scelta ritardata del 1999 (che è ispirato al paradosso EPR e richiede l'utilizzo di fessure di Young) che lascia supporre che su scala quantica una particella nel futuro determini il suo passato. Secondo alcuni, questo mette semplicemente in evidenza le difficoltà di qualificare la nozione di tempo all'interno della scala quantica; in ogni caso, quest'esperimento non costituisce una violazione della causalità.
Infine, il programma "Effetto STL" effettuato dal fisico Ronald Mallett ha lo scopo ufficiale di osservare una violazione della causalità mediante il passaggio di un neutrone attraverso un cristallo fotonico che rallenta la luce. Si è potuto constatare che il neutrone riappare nel dispositivo prima di essere disintegrato. La relazione è uscita nel novembre 2006 e beneficia del sostegno di molte università degli Stati Uniti.
Il teletrasporto e il viaggio temporale sono quindi temi collegati, che presuppongono la copertura di enormi distanze nello spazio o nel tempo. Le tematiche del viaggio nel tempo e nello spazio vengono a essere in stretta relazione, per almeno due ragioni:
- secondo la relatività generale, spazio e tempo sono parte di un continuum a quattro dimensioni;
- il paradosso dei gemelli ammette la possibilità teorica di un viaggio nel futuro;
- il ponte di Einstein-Rosen è una costruzione fisica e matematica che ammette la possibilità teorica di un viaggio nel passato e nel futuro. I ponti di Einstein-Rosen descrivono sia un collegamento fra due punti arbitrariamente distanti nello stesso universo, oppure che possono distare arbitrariamente nel tempo. I punti possono appartenere allo stesso universo o a due universi paralleli.

La massa che è oggetto del teletrasporto può comparire nel punto di arrivo in un tempo superiore a quello che impiegherebbe muovendosi alla velocità della luce, rispettando il limite teorico imposto dalla relatività generale. Esiste però una variante del teletrasporto che presuppone di collegare due punti a velocità inferiori a quella della luce, riproducendo l'informazione della massa nel punto di arrivo.
La realizzazione di un viaggio nel passato o nel futuro, oltre ai problemi teorici, presenterebbe notevoli difficoltà tecniche. Secondo le teorie che ammettono la possibilità di un viaggio nel tempo, come quella dei ponti di Einstein-Rosen, sarebbe necessaria una quantità enorme di energia, pari alla potenza elettrica mondiale.
Le potenze in gioco sono simili a quelle che un'esplosione nucleare produce in pochi minuti. Onda d'urto e radiazioni di una bomba atomica, tuttavia, si disperdono a distanza di migliaia di chilometri e di anni. In base alla formula {\displaystyle E=mc^{2}}, 600 grammi di massa d'uranio possono infatti produrre un'energia pari a {\displaystyle 9\cdot 10^{10}} Joule, per un tempo di 10 minuti (assumendo una velocità della luce pari a 300.000 km/s).
Un ulteriore modalità di viaggio nel tempo è l'attraversamento di dimensioni esterne allo spaziotempo; la teoria delle stringhe ad esempio, ipotizza l'esistenza di dieci dimensioni. Le dimensioni aumentano a seconda della lente, della scala di misura con la quale si osserva l'universo. Sei di queste dimensioni sono in più rispetto a quelle note dello spazio tempo, "arrotolate" e compresse in un piccolissimo raggio, per cui punti diversi dello spazio-tempo potrebbero essere collegati da una di queste dimensioni. Viaggiando attraverso di esse, si otterrebbe una "scorciatoia" per collegare due punti, nello spazio e/o nel tempo, senza superare il limite teorico della velocità della luce.

## Viaggi nel tempo e paradossi

Diagramma del paradosso dei gemelli

Oltre al noto paradosso dei gemelli, che riguarderebbe comunque viaggi nel futuro, furono avanzati anche paradossi su ipotetici viaggi nel tempo passato. I paradossi che contengano vere e proprie contraddizioni logiche sarebbero da evitare nei calcoli della fisica e nella matematica.

### Paradosso di "coerenza" (o del nonno)
È utilizzato nelle tematiche relative al continuum spaziotempo, ed è più comunemente noto come paradosso del nonno.
L'esempio più classico è viaggiare nel passato per tornare a far visita a vostro nonno. Il viaggio riesce, e vi trovate finalmente a tu per tu con lui, che però è giovane e non si è ancora sposato con quella che diventerà, in seguito, la vostra nonna. Se uccidete vostro nonno, oppure lo distraete dalla sua vita normale, egli potrebbe non presentarsi mai all'appuntamento con la ragazza che diventerà la vostra futura nonna. Di conseguenza, sia i vostri genitori che voi stessi non nascereste; ma se non foste mai nati, come avreste potuto impedire ai nonni di incontrarsi?
Un esempio di questo problema è altresì rappresentato nel film-trilogia di fantascienza Ritorno al futuro: il viaggiatore nel tempo, impedendo ai suoi genitori d'incontrarsi, sarebbe dovuto scomparire dalla realtà in quanto mai nato. Questo tipo di paradosso è detto di "coerenza". Il paradosso fu ripreso anche in una puntata del cartone animato Futurama, creato da Matt Groening, quando il protagonista, Fry, viaggiando indietro nel tempo, uccide involontariamente suo nonno, ma continua a vivere in quanto ha messo incinta sua nonna, scoprendo così di essere sempre stato il nonno di se stesso.
Una situazione d'incoerenza analoga a questo paradosso si verificherebbe qualora l'ipotetico viaggiatore nel tempo incontrasse se stesso in un momento in cui aveva un'età minore, così come viene citato anche nella trilogia di Ritorno al futuro.

### Paradosso di "conoscenza" (o del pittore o della Monna Lisa)
Una variante del paradosso di coerenza è quella proposta dal filosofo Michael Dummett; un critico d'arte torna nel passato al fine di conoscere quel che diventerà il più famoso pittore del futuro. Il viaggio riesce, il critico incontra il pittore, che però è molto giovane, e dipinge quadri in verità molto mediocri, ben lontani dai capolavori che realizzerà nel futuro. Il critico allora gli mostra le stampe, portate con sé nel viaggio, dei suoi futuri capolavori. Il pittore ne è talmente entusiasta che li copia. Nel frattempo, il critico d'arte si reimbarca nella macchina del tempo per tornare alla sua epoca e lascia le copie nel passato. La domanda è: considerando l'intera vicenda, da dove arriva, in definitiva, la conoscenza necessaria a creare i capolavori? Non può venire dal pittore perché la conoscenza non l'ha elaborata lui, ma l'ha appresa dal futuro. Non può venire dal critico d'arte perché egli a sua volta l'aveva semplicemente appresa dalle opere che il pittore avrebbe realizzato nel futuro, come conseguenza di quanto appreso dal critico. La profondità del paradosso è che, a tutti gli effetti, questa conoscenza sembra nascere dal nulla e senza una reale causa.
Nella fantascienza il problema è ripreso nel film Terminator, con i suoi seguiti: il microchip che sta alla base tecnica degli androidi che vengono sviluppati è copiato da un androide che ha viaggiato nel tempo. Anche qui lo stesso problema del pittore: la conoscenza complessa e sofisticata presente nel chip innovativo nasce dal nulla, non prodotta da niente e nessuno. Il problema è riproposto nel racconto La scoperta di Morniel Mathaway di William Tenn e affrontato marginalmente anche nella trilogia di Ritorno al futuro: quando Marty (Michael J. Fox) alla fine del primo film suona la canzone Johnny B. Goode, un membro della band che assiste alla sua esibizione fa sentire al telefono la canzone al suo parente Chuck Berry, che diventerà l'autore del futuro brano. Il quarto episodio della nona stagione di Doctor Who si basa su questo paradosso, che viene anche citato come Paradosso di Dummet.

### Paradosso di predestinazione
A causa di una sorta di "legge naturale" legata alla predestinazione degli eventi stessi, un viaggio indietro nel tempo o le azioni del viaggiatore non potrebbero cambiare gli eventi.

### Paradosso di "co-esistenza"
Supponiamo, di nuovo, che il viaggio nel tempo sia possibile, e che un oggetto qualsiasi torni indietro nel tempo. Limitiamo l'infinita gamma di momenti passati in cui si potrebbe tornare soltanto a quelli in cui l'oggetto già esisteva. Dal punto di vista dell'universo, al momento di arrivo nel passato, la massa costituente l'oggetto comparirebbe praticamente dal nulla; in altre parole, la sua "copia ridondante" sarebbe dunque priva di passato. Ciò sembra inconcepibile, in quanto violerebbe molte delle leggi fisiche (oltre che logiche) esistenti. Bisogna tuttavia osservare che, se un corpo viaggia nel tempo, viene meno una quantità di massa e energia nel punto di partenza che, però, ricompare nel punto di arrivo. La massa non viene creata, c'è una trasformazione nello spaziotempo in cui si trova, ovvero un "semplice" cambio di coordinate. In questo caso, le leggi di conservazione di massa e la conservazione dell'energia sono rispettate, purché siano estese a quattro dimensioni, includendo quella temporale: non sono rispettate nelle tre dimensioni dello spazio di arrivo dove una massa sembra comparire dal nulla, mentre lo sono se si prendono lo spaziotempo di partenza e di arrivo.
Un esempio di questo problema è rappresentato sempre nel film di fantascienza Ritorno al futuro Parte II: il 12 novembre 1955 si trovano contemporaneamente ben quattro macchine del tempo:
- la DeLorean al plutonio che riporta Marty nel 1985
- la DeLorean volante guidata da Doc che, colpita da un fulmine, lo porta nel 1885, nel vecchio West
- la DeLorean danneggiata che Doc del 1985, intrappolato nel 1885, ha lasciato nel vecchio cimitero abbandonato dei pistoleri, la quale apparirà solo dopo che la DeLorean volante verrà colpita dal fulmine – e quindi mandata nel 1885 – a causa di un errore nei circuiti spaziotemporali
- la DeLorean volante guidata dal Biff del futuro che è tornato indietro nel tempo per dare al "se stesso" del 1955 un almanacco.

Questo paradosso si fa ancora più intricato se coinvolge persone viventi. Ad esempio, in Ritorno al Futuro, Marty, nel tentativo di salvare Doc, anticipa il momento del suo rientro nel futuro. Riesce quindi a vedersi salire sulla DeLorean e dare quindi inizio al ciclo di eventi che egli conclude col suo ritorno. Se il Marty ritornato al futuro avesse impedito la partenza del Marty del presente, l'intera linea temporale non sarebbe mai esistita.
Il paradosso di co-esistenza non è relativo al viaggio nel futuro: supponiamo che un uomo voglia vedersi nel futuro, e parte per il viaggio. La linea temporale di tutti gli eventi continua senza di lui, e quindi lui non si incontrerà mai, perché partito nel passato.
A meno che non riesca perfettamente un viaggio di ritorno eseguito sulla stessa linea del tempo, che però implica un viaggio nel passato dopo averne effettuato uno nel futuro: dal presente si va ad un futuro remoto e da questo si torna indietro ad un tempo futuro meno remoto rispetto al presente, ma pur sempre passato dal punto di vista del tempo di partenza (il futuro remoto) del secondo viaggio.
Questo tema viene affrontato nel film L'uomo che visse nel futuro (The Time Machine, 1960) di George Pal quando George, il viaggiatore del tempo, torna per un breve momento nella sua vecchia casa, alcune decine di anni dopo la sua partenza. Qui incontra James, il figlio del suo vecchio amico Filby, che racconta dell'amico del padre, partito tanti anni prima e mai più tornato. Anche qui la linea degli eventi è continuata senza il viaggiatore del tempo, del quale si ha solo il ricordo.

### Paradosso dell'infattibilità
In tale paradosso la situazione prevede che il viaggio nel tempo sia già stato effettuato, ma a causa della sua pericolosità, le persone che lo hanno effettuato hanno fatto in modo di non permettere in alcun modo la sua attuazione, a causa dei cambiamenti troppo pericolosi della realtà. L'ipotesi prevede che vi siano già stati fatti molteplici viaggi da tali soggetti. Tali viaggi sono stati fatti per non permettere la realizzazione di uno strumento che attui il viaggio temporale. Ovviamente in questo paradosso si ipotizza che il flusso del tempo sia univocamente unidirezionale e che non vi siano deviazioni in universi paralleli. Si ritorna dunque all'ipotesi dello scorrere dell'acqua del fiume. Questo paradosso non è risolvibile, a meno che non vi siano dei soggetti che potrebbero inventare uno strumento che permetta i viaggi nel tempo, diversi da chi lo ha inventato in "precedenza". Si può ancora ipotizzare che i nuovi inventori però abbiano fatto le stesse azioni dei precedenti nell'impedire i viaggi nel tempo oppure che gli sia stato impedito dai predecessori di attuare viaggi temporali e così via.

### Risoluzioni possibili dei paradossi

#### Protezione cronologica
Alcuni scienziati, come i celebri Stephen Hawking e Roger Penrose, ritengono che, qualora tentassimo in qualche modo di fare qualcosa in grado di mutare significativamente il passato, ad impedirlo interverrebbe una sorta di censura cosmica. Si tratta di un'ipotesi strettamente correlata alla congettura di protezione cronologica, secondo cui le leggi della fisica sono tali da impedire la nascita di curve temporali chiuse, almeno su scale non sub-microscopiche. La stessa ipotesi fu avanzata dai fisici Kip Thorne e il premio Nobel 2004 David Politzer, i quali lasciarono aperta la possibilità di viaggi nel tempo in linee temporali chiuse, una dove il crononauta può modificare il passato, l'altra invece no. Ad esempio, nel "paradosso del nonno", potrebbe intervenire qualche meccanismo fisico ancora ignoto che, a protezione della catena degli eventi, impedirebbe l'intervento del nipote nel negare l'incontro con la nonna, affinché il nipote continui sempre ad esistere.

Un esempio di questo problema è rappresentato dal film di fantascienza L'esercito delle 12 scimmie: nonostante fossero possibili i viaggi indietro nel tempo, non era possibile modificare il presente, in quanto tutto ciò che faceva il viaggiatore era già accaduto e documentato nella storia. Egli poteva soltanto raccogliere informazioni nel passato come un mero spettatore, e modificare il futuro agendo soltanto dal presente da cui proveniva. Tuttavia, le domande che sorgono partendo dalla censura cosmica sono: che ne sarebbe del potere di decisione di ognuno, del suo libero arbitrio? E poi in che modo questa cosiddetta "censura" agirebbe? Come farebbe l'universo, in modo del tutto razionale, ad "accorgersi" che qualcosa non va, che ci sarebbe il rischio che un piccolo crono-vandalo provochi seri guai alla storia futura? L'argomento è ulteriormente trattato nella serie televisiva Lost. In essa, i personaggi riescono a tornare indietro nel tempo, e Jack, uno di essi, cerca di cambiare il futuro facendo esplodere una bomba a idrogeno. Non ci è dato di sapere se egli riesce a cambiare lo scorrere degli eventi. È assumibile però, che lui sia già parte integrante del passato, considerato che altri personaggi hanno tentato di cambiare il passato, ma hanno constatato che il fatto di tornare nel passato era già contemplato nel passato stesso. Questo, comunque, comporta un gravoso paradosso che è riassumibile nella domanda: "qual è stato il primo Jack che ha deciso di tornare nel passato?" Infatti, dato che nel suo passato il suo io-futuro è già presente, non si riesce a discriminare il primo Jack che decide di cambiare lo scorrere degli eventi.
Un ulteriore esempio lo si ha nel videogioco picchiaduro Tekken 5. Nel suo video conclusivo, la protagonista Ling Xiaoyu utilizza una macchina del tempo con l'intento di impedire a Heihachi Mishima di gettare il figlio Kazuya nel cratere di un vulcano; l'unico risultato che ottiene è, tuttavia, quello di restare nel suo tempo, mentre la macchina del tempo "parte" senza di lei e colpisce Heihachi, facendogli cadere di mano Kazuya proprio nel vulcano.

#### Esistenza di mondi paralleli
Relativamente opposta all'ipotesi della censura cosmica, fu avanzata la teoria quantistica nota come "teoria a molti mondi", proposta nel 1956 da Hugh Everett III e successivamente riadattata da David Deutsch nel 1998. La teoria ipotizza tante copie del nostro mondo quante sono le possibili variazioni quantistiche delle particelle che lo compongono.
Nell'ipotetico paradosso del nonno, ci saranno mondi in cui il nonno si sposa con la nonna, e mondi in cui questo fatto non avviene più, pertanto, se un ipotetico viaggio nel passato si impedisse a nostro nonno di incontrare nostra nonna, si approderebbe in un mondo parallelo nel quale noi stessi non siamo mai nati.
Limitazioni a questa teoria è che, in questo caso, ci si sposterà soltanto tra dimensioni parallele, e non nel tempo come lo si concepisce. Inoltre, rimane da spiegare quale sia il principio di carattere generale che ci permetta di scegliere "questo universo"; in questo caso, però, sia il libero arbitrio che il principio di causalità sono salvi, anche se le varianti possibili sarebbero potenzialmente infinite.

## Il viaggio nel tempo nella fantasia
Il viaggio temporale ha da sempre affascinato l'umanità, presentandosi in molti miti, come ad esempio in quello di mago Merlino, che sperimenta delle regressioni temporali. Il tema, benché presente già in precedenza in varie opere fantastiche, venne reso popolare dal romanzo La macchina del tempo di H. G. Wells del 1895, riconosciuto come un classico, in cui il protagonista viaggia nel remoto futuro alla scoperta del destino dell'umanità. Altri racconti simili furono proposti da Dickens, George Pal, Mark Twain, Audrey Niffenegger, Isaac Asimov.
Il viaggio nel tempo rimane un tema tipico della fantascienza, tanto che alcuni lo considerano un vero e proprio sottogenere, ma è presente anche nel fantasy e nei racconti fantastici. Un meccanismo narrativo spesso utilizzato è quello di portare un personaggio in un particolare tempo a cui non appartiene, ed esplorare le possibili ramificazioni dell'interazione del personaggio con le persone e la tecnologia dell'epoca (una derivazione del campagnolo che va nella grande città, o viceversa). Questo espediente narrativo si è evoluto per esplorare le idee di cambiamento e le reazioni a esso, e anche per esplorare le idee di universi paralleli o ucronia dove alcuni piccoli eventi avvengono, o non avvengono, ma causano massicci cambiamenti nel futuro (a causa tipicamente dell'effetto farfalla).
Il concetto di viaggio nel tempo applicato alla letteratura e alla sceneggiatura consente di sviluppare trame particolarmente elaborate e avvincenti, con elementi ricorsivi, possibilità di analizzare evoluzioni parallele di un evento e colpi di scena estremi, come la riapparizione di personaggi scomparsi.